# Derventina
Derventina es un género de foraminífero bentónico de la subfamilia Hauerininae, de la familia Hauerinidae, de la superfamilia Milioloidea, del suborden Miliolina y del orden Miliolida. Su especie tipo es Derventina filipescui. Su rango cronoestratigráfico abarca el Barremiense (Cretácico inferior).

## Clasificación
Derventina incluye a las siguientes especies:
- Derventina bicarinata †
- Derventina filipescui †
- Derventina regularis †
- Derventina scutuli †